# Diesse

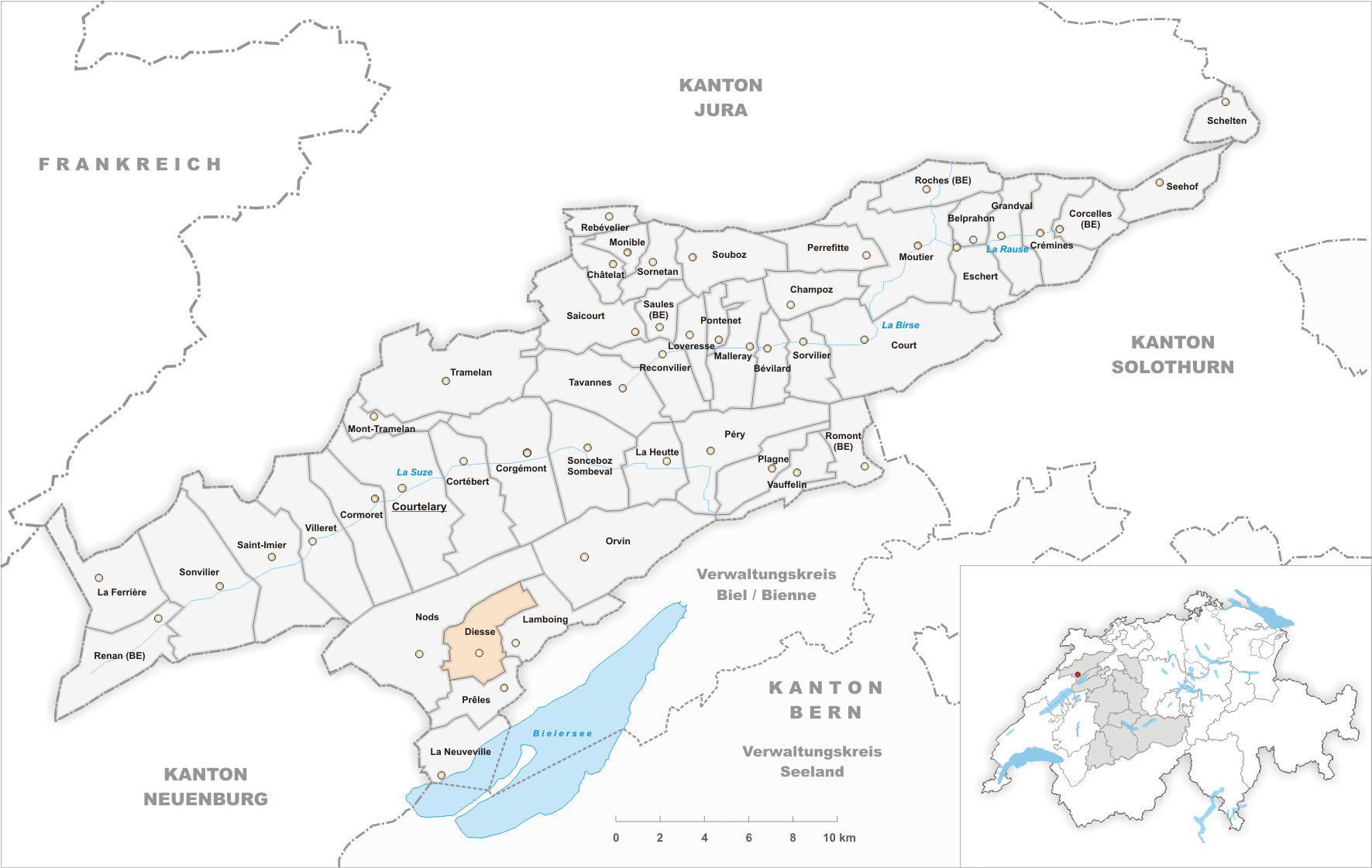
Gemeindestand vor der Fusion am 1. Januar 2014

Diesse ist eine Ortschaft in der politischen Gemeinde Plateau de Diesse im Verwaltungskreis Berner Jura des Kantons Bern in der Schweiz. Bis zum 31. Dezember 2013 war Diesse eine eigene politische Gemeinde. Am 1. Januar 2014 fusionierte diese mit den Gemeinden Lamboing und Prêles zur neuen Gemeinde Plateau de Diesse. Die früheren deutschen Namen Dess, Tess oder Tesse werden heute nicht mehr verwendet.

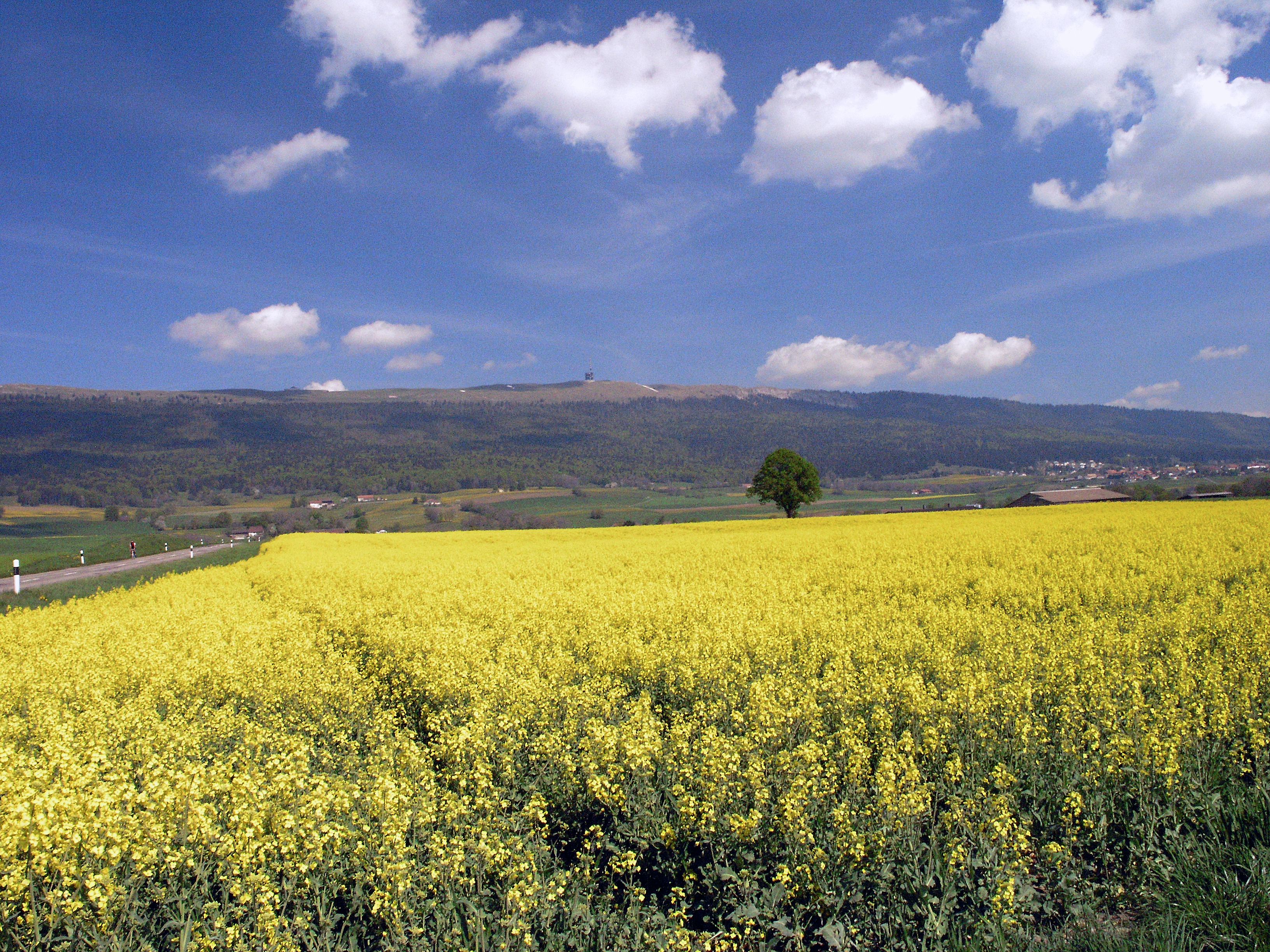
Plateau de Diesse und Chasseral

## Geographie

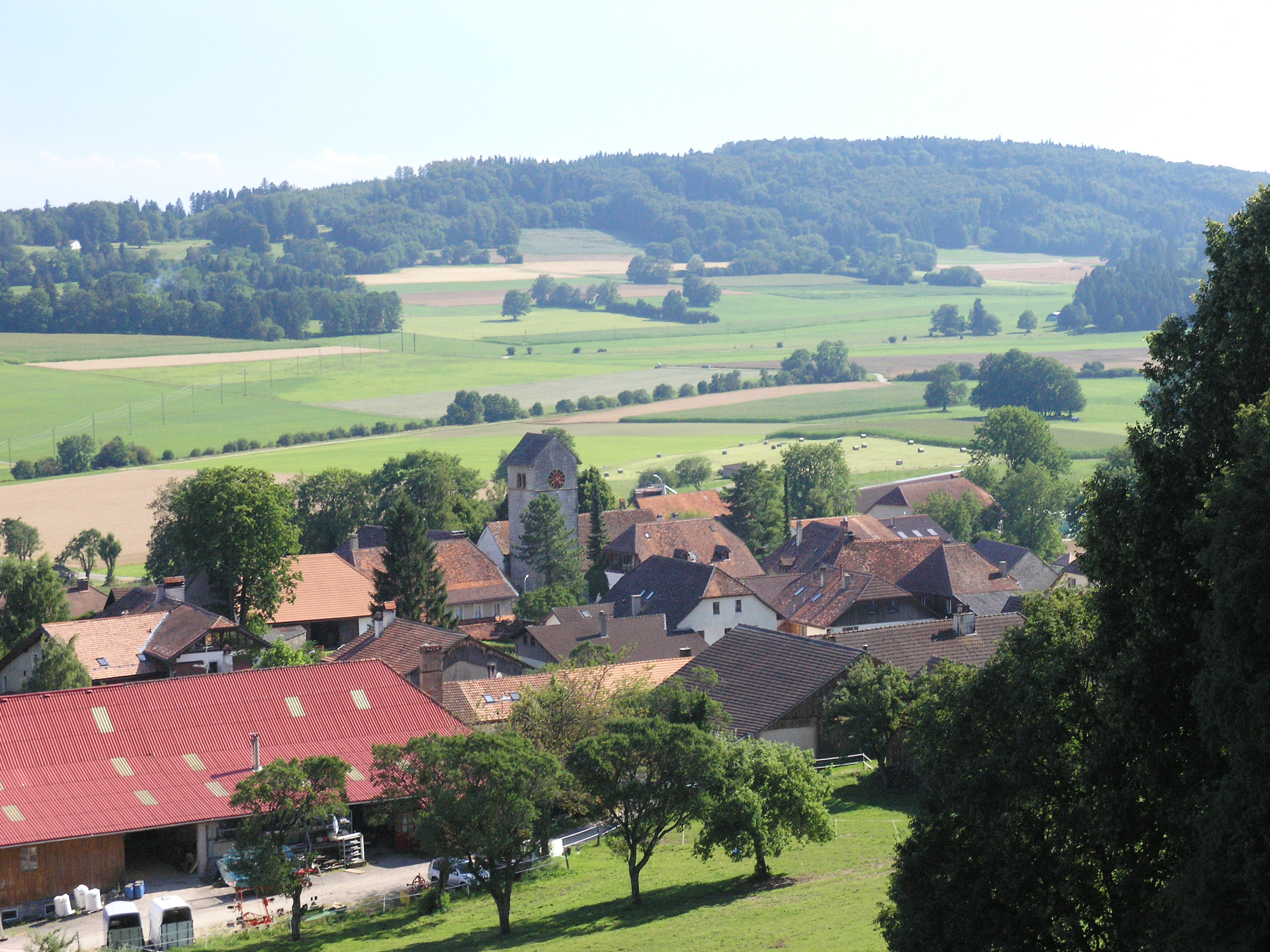
Blick von Diesse

Diesse liegt auf 838 m ü. M., zehn Kilometer westlich von Biel (Luftlinie). Das Dorf erstreckt sich am Nordrand der Hochfläche Montagne de Diesse (deutsch Tessenberg) oberhalb des Bielersees, im südlichen Jura am Fuss des Mont Sujet.
Die Fläche des 9,4 km² grossen Gebiets der ehemaligen Gemeinde umfasst einen Abschnitt der Hochfläche der Montagne de Diesse, die von der Douanne (deutsch Twannbach) zum Bielersee entwässert wird. Im Süden reicht das Gebiet bis zum Höhenrücken von Prêles. Nach Norden erstreckt sich Diesse auf die Antiklinale des Mont Sujet, eines Jurakamms, der dem Chasseral südlich vorgelagert ist. Mit 1382 m ü. M. wird auf dem Mont Sujet der höchste Punkt von Diesse erreicht. Hier befinden sich ausgedehnte Jurahochweiden mit den typischen mächtigen Fichten, die entweder einzeln oder in Gruppen stehen. Von der Gemeindefläche entfielen 1997 3 % auf Siedlungen, 49 % auf Wald und Gehölze und 48 % auf Landwirtschaft.
Zu Diesse gehören der Weiler La Pierre östlich des Dorfes sowie einige Einzelhöfe. Nachbarn von Diesse sind die  übrigen Ortsteile von Plateau de Diesse Lamboing und Prêles sowie die Gemeinde Nods.

## Bevölkerung
Mit 438 Einwohnern (Stand 31. Dezember 2013) gehörte Diesse zu den kleineren Gemeinden des Berner Juras. Im Jahr 2000 waren von den Bewohnern 88,3 % französischsprachig, 9,6 % deutschsprachig und 1,2 % spanischsprachig. Die Bevölkerungszahl von Diesse belief sich 1850 auf 408 Einwohner, 1900 auf 387 Einwohner. Im Verlauf des 20. Jahrhunderts wurde bis 1970 eine deutliche Abnahme auf 277 Personen registriert. Seither wurden wieder grössere Zuwachsraten verzeichnet.

## Politik
Die Wähleranteile der Parteien anlässlich der Nationalratswahlen 2011 betrugen in Diesse: GPS 24,9 %, SVP 21,7 %, SP 17,6 %, FDP 11,4 %, Les Rauraques 5,7 %, glp 5,2 %, BDP 5,0 %, Piraten 1,6 %, CVP 1,4 %, AL 1,2 %, SLB 1,0 %, PNOS 0,9 %, ALP 0,8 %, PdA 0,8 %, EDU 0,5 %, EVP 0,3 %.

## Wirtschaft
Diesse war bis in die zweite Hälfte des 20. Jahrhunderts hauptsächlich von der Landwirtschaft geprägt. Seit etwa 1980 entwickelt sich das Dorf allmählich zur Wohngemeinde. Im Quartier Mamelon-Vert wurden zahlreiche sehr schöne Einfamilienhäuser gebaut. Man weiss bis heute nicht, wie man auf den Namen «Mamelon Vert» (grüne Brustwarze) gekommen ist. Viele Erwerbstätige sind Wegpendler und arbeiten in Biel oder in der Region La Neuveville.

## Verkehr
Das Dorf liegt abseits der grösseren Durchgangsstrassen an der Kantonsstrasse von Frinvillier nach Nods. Diesse ist mit La Neuveville durch einen Postautokurs verbunden, der auch die anderen Gemeinden der Montagne de Diesse bedient.

## Geschichte

Luftbild von Werner Friedli (1949)

Diesse-Chasseral von Prêles von Leo Wehrli (1945)

Die erste schriftliche Erwähnung von Diesse erfolgte im Jahr 1178 bereits unter dem heutigen Namen. Im Jahre 1188 folgte die Erwähnung als Mont de Tesson, 1196 Thesson, von 1228 an endgültig Diesse oder auf Deutsch Tessen.  Die schon zur Römerzeit besiedelte kleine Landschaft ging zunächst an Burgund, dann an den Grafen von Neuenburg über, der sie 1112 an das Fürstbistum Basel abgab. Von diesem wurde die Verwaltung von Diesse 1185 der Abtei St. Johann übertragen. Einige der Hoheitsrechte der Grafen von Neuenburg über Diesse waren 1216 an den Grafen von Nidau übergegangen, um 1375 der Stadt Bern als deren Nachfolger zuzufallen. Zur Zeit der Reformation erhielt Bern auch das Kollaturrecht auf die Pfarrei Diesse, das sie zusammen mit ihren übrigen Rechtsansprüchen gemeinsam mit den Bischöfen von Basel bis 1797 ausübte. In der Pfarrkirche befinden sich die Grabstätten einer Reihe von Geistlichen aus dem Geschlecht Lecomte, das vom Reformer Jean Lecomte (1500–1572) abstammt und der Kirche Berns bis 1800 zwanzig Pfarrer gestellt hat. Davon wirkten auch mehrere in Diesse. Im Jahre 1577 fielen in Diesse im Verlauf von 3 Monaten 360 Personen der Pest zum Opfer. Im 17. Jahrhundert waren in Diesse Hexenprozesse auffallend häufig, und von 1611 bis 1617 wurden nicht weniger als 60 Hexen verbrannt.
Unter der Berner Herrschaft war Diesse bis Ende 1797 Hauptort des Meiertums (mairie) Montagne de Diesse. Von 1798 bis 1815 gehörte Diesse zu Frankreich und war anfangs Teil des Département Mont-Terrible, das 1800 mit dem Département Haut-Rhin verbunden wurde. Durch den Entscheid des Wiener Kongresses kam der Ort 1815 an den Kanton Bern zum Amtsbezirk Erlach und 1846 zum neuen Amtsbezirk La Neuveville.
Bis am 31. Dezember 2013 war Diesse eine eigenständige Gemeinde.

## Sehenswürdigkeiten
Die reformierte Pfarrkirche Saint-Michel, die bereits 1185 in den Urkunden erscheint, wurde 1955–1956 umfassend restauriert. Das Kirchenschiff stammt noch aus der romanischen Zeit, der Chor ist gotisch. Zur Pfarrei Diesse gehören auch die Nachbarortschaften Lamboing und Prêles. Im Ortskern sind einige charakteristische alte Bauernhäuser erhalten.